# Хронологія поширення COVID-19 (січень 2021)
Стаття описує поширення коронавірусу тяжкого гострого респіраторного синдрому-2, що спричинив спалах коронавірусної хвороби 2019, у січні 2021 року. Уперше хвороба була зареєстрована в місті Ухань у КНР у грудні 2019 року.

## Хронологія пандемії

### 1 січня
- У Малайзії повідомили про 2068 нових випадків хвороби, загальна кількість випадків зросла до 115078. Зареєстровано 2230 одужань, загальна кількість одужань зросла до 91171. Було повідомлено про 3 смерті, внаслідок чого кількість померлих зросла до 474. Було 23433 активних випадки хвороби, з них 126 у відділенні інтенсивної терапії та 54 на апараті штучної вентиляції легень.[1]
- Сінгапур повідомив про 30 нових випадків хвороби (3 місцеві та 27 завезені), загальна кількість випадків зросла до 58629.[2] Одужали 10 хворих, загальна кількість одужань зросла до 58459. Кількість померлих залишилася на рівні 29.[3]
- Туреччина повідомила про перші випадки британського варіанту в 15 осіб, які прибули з Англії.[4]
- Україна повідомила про 9432 нових випадки та 147 нових смертей за добу, загальна кількість зросла до 1064479 та 18680 відповідно; загалом одужало 720009 хворих.[5]
- У Сполучених Штатах Америки кількість випадків COVID-19 перевищила 20 мільйонів.[6]

### 2 січня
- У Малайзії повідомили про 2295 нових випадків хвороби, загальна кількість випадків зросла до 117373. Зареєстровано 3321 нове одужання, загальна кількість одужань зросла до 94492. Повідомлено про 9 нових смертей, внаслідок чого кількість померлих зросла до 463. Зареєстровано 22398 активних випадків хвороби, 125 перебували у відділенні інтенсивної терапії та 51 на апараті штучної вентиляції легень.[7]
- Сінгапур повідомив про 33 нових випадки хвороби (всі завезеніі), загальну кількість випадків до 58662. Одужали 17 хворих, загальна кількість одужань склала 58476. Кількість померлих залишилася 29.[8]
- Південна Корея повідомила про перший випадок захворювання новим південноафриканським варіантом коронавірусу.[9]
- Україна повідомила про 5038 нових випадків хвороби за добу та 51 нову смерть за добу, загальна кількість зросла до 1069517 і 18731 відповідно; загалом одужало 722615 хворих.[10]
- Велика Британія повідомила про новий рекорд у 57725 підтверджених випадків коронавірусу, п'ятий день поспіль, коли щоденні цифри перевищили 50 тисяч випадків.[11]
- Американський радіоведучий Ларрі Кінг отримав позитивний тест на COVID-19.[12]

### 3 січня
- Австралія повідомила про 11 нових випадків хвороби: 8 у Новому Південному Уельсі та 3 у Вікторії.[13]
- У Малайзії повідомили про 1704 нові випадки хвороби, загальна кількість випадків зросла до 119077. 2726 хворих одужали, загальна кількість одужань досягла 97218. Зареєстровано 11 смертей, кількість померлих зросла до 494. Було 21365 активних випадків хвороби, із них 124 у реанімації та 51 на апараті штучної вентиляції легень.[14]
- Нова Зеландія повідомила про 19 нових випадків хвороби в керованій ізоляції, загальна кількість випадків зросла до 2181 (1825 підтверджених і 356 ймовірних). 2 хворих одужали, внаслідок чого загальна кількість одужань досягла 2084. Кількість померлих залишилася на рівні 25. Було 72 активні випадки хвороби, усі в керованій ізоляції.[15]
- Сінгапур повідомив про 35 нових випадків хвороби (усі завезені), загальна кількість випадків зросла до 58697. 11 хворих одужали, внаслідок чого загальна кількість одужань зросла до 58487. Кількість померлих залишилася на рівні 29.[16]
- Україна повідомила про 4576 нових випадків хвороби за добу та 123 нових випадки смерті за добу, загальна кількість зросла до 1 074 093 і 18854 відповідно; загалом одужали 728865 хворих.[17]

### 4 січня
- Австрія повідомила про перший випадок південноафриканського варіанту коронавірусу разом із 4 випадками британського варіанту.[18]
- Малайзія повідомила про 1741 новий випадок хвороби, загальна кількість зросла до 120818. Зареєстровано 1010 одужань, загальна кількість одужань зросла до 98228. Зареєстровано 7 смертей, кількість померлих зросла до 501. Було 22089 активних випадків хвороби, із них 122 у відділенні інтенсивної терапії та 53 на апараті штучної вентиляції легень.[19]
- Сінгапур повідомив про 24 нові випадки (всі завезені), загальна кількість випадків зросла до 58721. Одужали 10 хворих, загальна кількість одужань досягла 58497. Кількість померлих залишилася на рівні 29.[20]
- Україна повідомила про 4158 нових випадків хвороби за добу та 73 нові смерті за добу, загальна кількість випадків зросла до 1078251 і 18927 відповідно; загалом одужали 733558 хворих.[21]
- Велика Британія повідомила про 58784 нові випадки хвороби (53810 в Англії, 1905 в Шотландії, 1898 в Уельсі та 1801 в Північній Ірландії). Повідомлено про 407 смертей, кількість померлих зросла до 75431.[22][23]

### 5 січня
Щотижневий звіт Всесвітньої організації охорони здоров'я:
- Африканські центри з контролю та профілактики захворювань повідомили, що загальна кількість випадків хвороби в Африці досягла 2854971, а кількість смертей досягла 67986, одужали 2361900 хворих.[25]
- Іран повідомив про перший випадок британського варіанту коронавірусу.[26]
- Малайзія повідомила про 2207 нових випадків захворювання, внаслідок чого загальна кількість випадків досягла 122845. Зареєстровано 1221 нове одужання, загальна кількість одужань досягла 99449. Зареєстровано 8 смертей, кількість померлих зросла до 509. Було 22887 активних випадків, із них 123 у відділенні інтенсивної терапії та 52 на апараті штучної вентиляції легень.[27]
- Нова Зеландія повідомила про 5 нових завезених випадків хвороби, загальна кількість випадків зросла до 2186 (1830 підтверджених і 356 ймовірних). Було 16 нових одужань, загальна кількість одужань зросла до 2100. Кількість померлих залишилася на рівні 25. У керованій ізоляції перебуває 61 активний випадок хвороби.[28]
- Оман повідомив про перший випадок британського варіанту коронавірусу.[29]
- У Сінгапурі повідомили про 28 нових випадків хвороби (2 з місцевою передачею вірусу та 26 завезені), загальна кількість випадків зросла до 58749.[30] 20 хворих одужали, внаслідок чого загальна кількість одужань склала 58517. Кількість померлих залишилася на рівні 29.[31]
- Україна повідомила про 5334 нових випадки хвороби за добу та 202 нові смерті за добу, загальна кількість зросла до 1083585 та 19129 відповідно; загалом одужали 747408 хворих.[32]
- ПАР повідомила про 12601 новий випадок хвороби, загальна кількість випадків зросла до 1113349. Повідомлено про 434 смерті, кількість померлих зросла до 30011.[33]
- Велика Британія повідомила про новий рекорд у 60916 випадків за добу та 830 смертей від COVID-19.[34]
- Сполучені Штати Америки перевищили поріг у 21 мільйон випадків хвороби.[35]
- Хакухо Сьо (Мунхбатин Давааджаргал), борець сумо йокодзуна монгольського походження, отримав позитивний тест на COVID-19.

### 6 січня
- Фіджі підтвердили 4 завезені випадки хвороби.[36] Один із цих випадків є перенесеним раніше випадком, оскільки хворий уже мав позитивний результат у період з жовтня по грудень під час поїздки Францією та Сполученим Королівством.[37]
- Японія повідомила про новий варіант SARS-CoV-2, Lineage B.1.1.248, який був виявлений у 4 осіб, які повернулись з Бразилії.[38]
- Малайзія повідомила про 2593 випадки хвороби, загальна кількість випадків зросла до 125438. 1129 хворих одужали, внаслідок чого загальна кількість одужань досягла 100578. Зареєстровано 4 смерті, кількість померлих зросла до 513. Було 24437 активних випадків хвороби, з них 141 у відділенні інтенсивної терапії та 67 на апараті штучної вентиляції легень.[39]
- Сінгапур повідомив про 31 новий випадок хвороби (2 з місцевою передачею вірусу та 29 завезені), загальна кількість випадків зросла до 58780.[40] 24 хворі одужали, внаслідок чого загальна кількість одужань зросла до 58541. Кількість померлих залишилася на рівні 29.[41]
- Україна повідомила про 6911 нових випадків хвороби за добу та 228 нових смертей за добу, загальну кількість зросла до 1090496 і 19357 відповідно; загалом одужали 761898 хворих.[42]
- Велика Британія повідомила про новий максимум кількості у 62322 випадки COVID-19 за добу і ще 1041 смерть протягом доби.[43]

### 7 січня
- Малайзія повідомила про 3027 нових випадків хвороби, загальна кількість випадків зросла до 128465. Зареєстровано 2145 нових одужань, загальна кількість одужань зросла до 102273. Повідомлено про 8 смертей, кількість померлих зросла до 521. Налічувався 25221 активний випадок хвороби, із них 142 у відділенні інтенсивної терапії та 63 на апараті штучної вентиляції легень.[44]
- Нова Зеландія повідомила про 4 нових випадки хвороби, загальна кількість випадків зросла до 2188 (1832 підтверджених і 356 ймовірних). Один хворий одужав, загальна кількість одужань досягла 2101. Кількість померлих залишилася на рівні 25. У керованій ізоляції перебували 62 активних випадки хвороби.[45]
- Сінгапур повідомив про 33 нові випадки хвороби (2 з місцевою передачею вірусу та 31 завезений), загальна кількість випадків зросла до 58813.[46] 21 хворий одужав, загальна кількість одужань зросла до 58562. Кількість померлих залишилася на рівні 29.[47]
- Іспанія перевищила поріг у 2 мільйони випадків COVID-19.[48]
- Україна повідомила про 8997 нових випадків хвороби за добу та 148 нових смертей за добу, загальна кількість зросла до 1099493 та 19505 відповідно; загалом одужали 773214 пацієнтів.[49]
- Велика Британія повідомила про 1041 смерть від COVID-19 протягом доби, кількість смертей не перевищила лише кількість померлих, зареєстровану 21 квітня 2020 року.[50]

### 8 січня
- У Бразилії кількість випадків COVID-19 перевищила 8 мільйонів.[51] Дослідники повідомили про перший випадок повторного зараження в Бразилії південноафриканським варіантом коронавірусу.[52]
- Малайзія повідомила про 2641 новий випадок хвороби, загальна кількість випадків зросла до 131108. Зареєстровано 2708 одужань, загальна кількість одужань зросла до 105431. Зареєстровано 16 нових смертей, кількість померлих зросла до 537. Налічувалось 25140 активних випадків хворби, із них 170 у реанімації та 82 на апараті штучної вентиляції легень.[53]
- Федеративні Штати Мікронезії повідомили про свій перший випадок хвороби в керованій ізоляції.[54]
- Сінгапур повідомив про 23 нові випадки хвороби (2 з місцевою передачею вірусу та 21 завезений), загальна кількість випадків зросла до 58836.[55] 18 хворих одужали, загальна кількість одужань зросла до 58580. Кількість померлих залишилася на рівні 29.[56]
- Україна повідомила про 5676 нових випадків хвороби за добу та 83 нових смерті за добу, загальна кількість зросла до 1105169 і 19588 відповідно; загалом одужали 778345 хворих.[57]
- Велика Британія повідомила про 1325 смертей від COVID-19, що стало найвищим показником з початку пандемії.[58]

### 9 січня
- Малайзія повідомила про 2451 новий випадок хвороби, загальна кількість зросла до 133559. Зареєстровано 1401 одужання, загальна кількість одужань зросла до 106832. Зареєстровано 5 смертей, кількість померлих зросла до 542. Налічувалось 26185 активних випадків хвороби, із них 177 у відділенні інтенсивної терапії та 82 на апараті штучної вентиляції легень.[59]
- Сінгапур повідомив про 29 нових випадків (усі завезені), загальна кількість випадків зросла до 58865.[60] 31 хворий одужав, загальна кількість одужань досягла 58611. Кількість померлих залишилася на рівні 29.[61]
- Україна повідомила про 4846 нових випадків хвороби за добу та 80 нових смертей за добу, загальна кількість зросла до 1110015 і 19668 відповідно; загалом одужали 786306 хворих.[62]
- У Великій Британії кількість випадків COVID-19 перевищила 3 мільйони, а кількість смертей перевищила 80 тисяч.[63]
- У Сполучених Штатах Америки кількість випадків хвороби перевищила 22 мільйони.[64]
- Цього дня виповнився рік з моменту першої смерті від COVID-19 в китайському місті Ухань.

### 10 січня
- Росія стала найбільш постраждалою серед європейських країн з 3425269 підтвердженими випадками хвороби.[65]
- Малайзія повідомила про 2433 нові випадки хвороби, загальна кількість випадків зросла до 135992. Зареєстровано 1277 одужань, загальна кількість одужань досягла 108109. Зареєстровано 9 смертей, кількість померлих зросла до 551. Зареєстровано 27332 активні випадки хвороби, із них 171 у реанімації та 76 на апараті штучної вентиляції легень.[66]
- Нова Зеландія повідомила про 31 випадок хвороби в керованій ізоляції, загальна кількість випадків зросла до 2219 (1863 підтверджених і 356 ймовірних). Одужали 18 хворих, загальна кількість одужань досягла 2119. Кількість померлих залишилася на рівні 25. Налічувалось 75 активних випадків хвороби.[67] Країна також повідомила про виявлення першого випадку південноафриканського варіанту вірусу.[68]
- Сінгапур повідомив про 42 нових випадки хвороби (усі завезені), загальна кількість випадків зросла до 58907.[69] 25 хворих одужали, загальна кількість одужань зросла до 58636. Кількість померлих залишилася на рівні 29.[70]
- Україна повідомила про 5011 нових випадків хвороби за добу та 99 нових смертей за добу, загальна кількість зросла до 1115026 та 19767 відповідно; загалом одужали 791598 хворих.[71]
- Загальна кількість випадків COVID-19, зареєстрованих у світі на цей день, досягла 90 мільйонів, а число померлих досягло 1,93 мільйона.[72]

### 11 січня
- Малайзія повідомила про 2232 нові випадки хвороби, загальна кількість випадків зросла до 138224. Повідомлено про 1006 одужань, загальна кількість одужань зросла до 109115. Зареєстровано 4 нові смерті, кількість померлих зросла до 555. Налічувалось 28554 активних випадків хвороби, з них 187 у реанімації та 87 на апараті штучної вентиляції легень.[73]
- Нова Зеландія повідомила про 4 нові випадки хвороби, загальна кількість випадків зросла до 2222 (1866 підтверджених і 356 ймовірних). 1 хворий одужав, загальна кількість одужань досягла 2120. Кількість померлих залишилася на рівні 25. У керованій ізоляції перебували 77 активних випадків хвороби, один випадок, про який повідомлялося раніше, переоцінено як відсутність хвороби.[74]
- Сінгапур повідомив про 22 нові випадки хвороби (усі завезені), загальна кількість випадків зросла до 58929.[75] 32 хворі одужали, внаслідок чого загальна кількість одужань зросла до 58668. Кількість померлих залишилася на рівні 29.[76]
- Україна повідомила про 4288 нових випадків хвороби за добу та 68 нових смертей за добу, загальна кількість зросла до 1119314 та 19835 відповідно; загалом одужалио 796417 хворих.[77]
- Президент Португалії Марселу Ребелу де Соза отримав позитивний тест на COVID-19.[78]

### 12 січня
Щотижневий звіт Всесвітньої організації охорони здоров'я:
- Німеччина повідомила про 6 випадків південноафриканської мутації коронавірусу.[80]
- У Малайзії повідомили про 3309 нових випадків хвороби, загальна кількість випадків досягла 141533. Зареєстровано 1469 одужань, а загальна кількість одужань досягла 110584. Повідомлено про 4 смерті, кількість померлих зросла до 559. Налічувалось 30390 активних випадків хвороби, з них 190 у реанімації та 83 на штучній вентиляції легень.[81]
- У Сінгапурі повідомили про 17 нових випадків хвороби (усі завезені), загальна кількість випадків зросла до 58946..[82] 26 хворих одужали, загальна кількість одужань зросла до 58694. Кількість померлих залишилася на рівні 29.[83]
- Україна повідомила про 5116 нових випадків хвороби за добу та 184 нові смерті за добу, загальна кількість зросла до 1124430 і 20019 відповідно; загалом одужали 812368 хворих.[84]

### 13 січня
- Малайзія повідомила про 2985 нових випадків хвороби, загальна кількість випадків зросла до 144518. Зареєстровано 994 одужання, загальна кількість одужань зросла до 111578. Повідомлено про 4 смерті, внаслідок чого кількість померлих зросла до 563. Налічувалось 32377 активних випадків хвороби, 197 перебували у відділенні інтенсивної терапії та 79 — на апараті штучної вентиляції легень.[85]
- Нова Зеландія повідомила про 6 нових випадків хвороби, загальна кількість випадків зросла до 2228 (1872 підтверджених і 356 ймовірних). Одужав 21 хворий, загальна кількість одужань зросла до 2141. Кількість померлих залишилася на рівні 25. У керованій ізоляції перебували 62 випадки хвороби.[86]
- Сінгапур повідомив про 38 нових випадків хвороби (один проживав у гуртожитку та 37 завезених), загальна кількість випадків зросла до 58984.[87] 28 хворих одужали, внаслідок чого загальна кількість одужань склала 58722. Кількість померлих залишилася на рівні 29.[88]
- Україна повідомила про 6409 нових випадків хвороби за добу та 195 нових смертей за добу, загальна кількість зросла до 1130839 та 20214 відповідно; загалом одужав 826871 хворий.[89]
- Велика Британія повідомила про 1564 смерті за добу, що стало найвищим показником смертності за добу в країні.[90]
- У Сполучених Штатах Америки кількість випадків COVID-19 перевищила 23 мільйони.[91]

### 14 січня
- Китай повідомив про першу смерть від коронавірусу з травня 2020 року. Делегація експертів ВООЗ відвідала Ухань, щоб дослідити походження пандемії.[92]
- Німеччина повідомила про 1244 нові смерті за добу, що стало найбільшою кількістю смертей від COVID-19 з початку епідемії, внаслідок чого загальна кількість смертей досягла 43881.
- У Малайзії повідомили про 3337 нових випадків хвороби, загальна кількість випадків зросла до 147855. Зареєстровано 1710 нових одужань, загальна кількість одужань зросла до 113288. Зареєстровано 15 смертей, кількість померлих зросла до 578. Налічувалось 32377 активних випадків хвороби, з них 195 у реанімації та 86 на апараті штучної вентиляції легень.[93]
- Сінгапур повідомив про 45 нових випадків хвороби (один з місцевою передачею вірусу та 44 завезені), загальна кількість випадків зросла до 59029.[94] 35 хворих одужали, загальна кількість одужань зросла до 58757. Кількість померлих залишилася на рівні 29.[95]
- Україна повідомила про 7925 нових випадків хвороби за добу та 162 нові смерті за добу, внаслідок чого загальна кількість досягла 1138764 та 20376 відповідно; загалом одужали 837063 хворі.[96]
- Пілот Формули-1 Шарль Леклер отримав позитивний тест на COVID-19.[97]
- У Німеччині кількість випадків COVID-19 перевищила 2 мільйони.[98]

### 15 січня
- Фіджі підтвердили 2 завезені випадки хвороби, які прибули з Нової Зеландії 24 грудня 2020 року.[99][100]
- Німеччина повідомила про 1113 нових смертей за добу, що стало третім показником за кількістю смертей від COVID-19, в результаті чого загальна кількість смертей досягла 44 994. [ потрібна цитата ]
- У Малайзії повідомили про 3211 нових випадків, загальна кількість випадків зросла до 151066. 1939 хворих одужали, внаслідок чого загальна кількість одужань досягла 115227. Повідомлено про 8 смертей, кількість померлих зросла до 586. Налічувалось 35253 активні випадки хвороби, з яких 204 знаходилися в реанімації та 87 на апараті штучної вентиляції легень.[101]
- Нова Зеландія повідомила про 18 нових випадків хвороби, загальна кількість випаадків зросла до 2246 (1890 підтверджених і 356 ймовірних). Одужали 4 хворих, загальна кількість одужань досягла 2145. Кількість померлих залишилися на рівні 25. У керованій ізоляції перебували 78 випадків хвороби.[102]
- Сінгапур повідомив про 30 нових випадків хвороби (один з місцевою передачею вірусу та 29 завезених), загальна кількість випадків зросла до 59059.[103] 14 хворих одужали, внаслідок чого загальна кількість одужань склала 58771. Кількість померлих залишилася на рівні 29.[104]
- Україна повідомила про 8199 нових випадків хвороби за добу та 166 нових смертей за добу, загальна кількість зросла до 1146963 та 20542 відповідно; загалом одужав 847391 хворий.[105]
- Кількість смертей від COVID-19 у світі перевищила 2 мільйони.[106]

### 16 січня
- У Малайзії повідомили про 4029 нових випадків хвороби, загальна кількість випадків зросла до 155095. Зареєстровано 2148 одужань, загальна кількість одужань зросла до 117375. Повідомлено про 8 нових смертей, кількість померлих зросла до 594. Налічувалось 37126 активних випадків хвороби, з них 205 у реанімації та 79 на апараті штучної вентиляції легень.[107]
- У Сінгапурі повідомили про 24 нові випадки хвороби, у тому числі 4 з місцевою передачею вірусу та один у гуртожитку, загальна кількість випадків зросла до 59083.[108] 13 хворих одужали, загальна кількість одужань зросла до 58784. Кількість померлих залишилася на рівні 29.[109]
- Україна повідомила про 7729 нових випадків хвороби за добу та 144 нові смерті за добу, загальна кількість зросла до 1154692 і 20686 відповідно; загалом одужали 857183 хворі.[110]
- Норвегія повідомила про 29 смертей осіб віком від 75 до 80 років після отримання вакцини Pfizer. Більшість із цих осіб похилого віку мали серйозні захворювання. У Норвегії вакцинували близько 42 тисяч осіб, у багатьох з яких спостерігались побічні ефекти вакцини.[111]

### 17 січня
- У Малайзії повідомили про 3339 нових випадків хвороби, загальна кількість випадків зросла до 158434. Зареєстровано 2676 нових одужань, загальна кількість одужань зросла до 120051. Зареєстровано 7 нових смертей, кількість померлих зросла до 601. Налічувалось 37782 активні випадки хвороби, з яких 240 перебували у відділенні інтенсивної терапії та 93 на апараті штучної вентиляції легень.[112]
- Нова Зеландія повідомила про 10 нових випадків хвороби, загальна кількість випадків зросла до 2256 (1900 підтверджених і 356 ймовірних). Одужали 4 хворих, внаслідок чого загальна кількість одужань досягла 2149. Кількість померлих залишилася на рівні 25. Налічувалось 82 активних випадки хвороби.[113]
- У Сінгапурі повідомили про 30 нових випадків хвороби, у тому числі 2 з місцевою передачею вірусу та 28 завезених, загальна кількість випадків зросла до 59113.[114] 62 хворі одужали, внаслідок чого загальна кількість одужань зросла до 58846. Кількість померлих залишилася на рівні 29.[115]
- Україна повідомила про 5990 нових випадків хвороби за добу та 116 нових смертей за добу, загальна кількість зросла до 1160682 та 20802 відповідно; загалом одужали 865960 хворих.[116]

### 18 січня
- Малайзія повідомила про 3306 нових випадків хвороби, загальна кількість випадків зросла до 161740. Зареєстровано 2293 одужання, загальна кількість одужань зросла до 122344. Повідомлено про 4 смерті, кількість померлих зросла до 605. Налічувався 38791 активний випадок хвороби, з них 226 у реанімації та 94 на апараті штучної вентиляції легень.[117]
- Нова Зеландія повідомила про 6 нових випадків хвороби, загальна кількість випадків зросла до 2262 (1906 підтверджених і 356 ймовірних). Зареєстровано 3 нових одужання, загальна кількість одужань зросла до 2152. Кількість померлих залишилася на рівні 25. У керованій ізоляції перебували 85 активних випадків хвороби.[118]
- У Сінгапурі повідомили про 14 нових випадків хвороби, у тому числі 2 з місцевою передачею вірусу та 12 завезених, загальна кількість випадків зросла до 59127.[119] 22 хворі одужали, загальна кількість одужань зросла до 58868. Кількість померлих залишилася на рівні 29.[120]
- Україна повідомила про 3034 нові випадки хвороби за добу та 67 нових смертей за добу, загальна кількість зросла до 1163716 та 20869 відповідно; загалом одужали 871196 хворих.[121]
- У Сполучених Штатах Америки кількість випадків COVID-19 перевищила 24 мільйони.[122]

### 19 січня
Щотижневий звіт Всесвітньої організації охорони здоров'я:
- Малайзія повідомила про 3631 новий випадок хвороби, загальна кількість випадків зросла до 165371. Зареєстровано 2944 одужання, загальна кількість одужань зросла до 125288. Зареєстровано 14 смертей, кількість померлих зросла до 619. Налічувалось 39464 активні випадки хвороби, з них 238 у реанімації та 96 на апараті штучної вентиляції легень.[124]
- У Сінгапурі повідомили про 30 нових випадків хвороби, у тому числі 4 з місцевою передачею вірусу та 26 завезених, загальна кількість випадків зросла до 59157.[125] 26 хворих одужали, внаслідок чого загальна кількість одужань зросла до 58894. Кількість померлих залишилася на рівні 29.[126]
- Україна повідомила про 3939 нових випадків хвороби за добу та 177 нових смертей за добу, загальна кількість зросла до 1167655 та 21046 відповідно; загалом одужали 886248 хворих.[127]
- Велика Британія повідомила про 1610 нових смертей за один день, що стало найвищим показником смертності від COVID-19 за день з початку пандемії.[128]

### 20 січня
- Малайзія повідомила про 4008 нових випадків хвороби, загальна кількість випадків зросла до 169379. Зареєстровано 2374 одужання, загальна кількість одужань зросла до 127662. Повідомлено про 11 нових смертей, кількість померлих зросла до 630. Налічувалось 41087 активних випадків хвороби, з них 246 у реанімації та 96 на апараті штучної вентиляції легень.[129]
- Нова Зеландія повідомила про 6 нових випадків хвороби, загальна кількість випадків зросла до 2267 (1911 підтверджених і 356 ймовірних). 14 хворих одужали, загальна кількість одужань досягла 2166. Кількість померлих залишилася на рівні 25. Налічувалось 76 активних випадків хвороби.[130]
- У Сінгапурі повідомили про 40 нових випадків хвороби, у тому числі 4 з місцевою передачею вірусу та 36 завезених, загальна кількість випадків зросла до 59197.[131] 32 хворі одужали, внаслідок чого загальна кількість одужань досягла 58926. Кількість померлих залишилася на рівні 29.[132]
- Україна повідомила про 4383 нові випадки хвороби за добу та 212 нових смертей за добу, загальна кількість випадків зросла до 1172038 та 21258 відповідно; загалом одужали 900749 хворих.[133]
- У Великій Британії зареєстровано черговий рекордний показник смертей за добу з 1820 новими смертями від COVID-19.[134]

### 21 січня
- Малайзія повідомила про 21 новий випадок хвороби, загальна кількість випадків зросла до 172549. Зареєстровано 2490 одужань, загальна кількість одужань зросла до 130152. Зареєстровано 12 смертей, кількість померлих зросла до 642. Налічувалось 41755 активних випадків хвороби, з них 260 у реанімації та 203 на апараті штучної вентиляції легень.[135]
- Мексика повідомила про 1803 нові смерті за добу, що стало другим показником смертей від COVID-19 за добу, внаслідок чого загальна кількість смертей досягла 146174.
- У Сінгапурі повідомили про 38 нових випадків хвороби, у тому числі 4 з місцевою передачею вірусу та 34 завезених, загальна кількість випадків зросла до 59235.[136]
- Україна повідомила про 5583 нові випадки хвороби за добу та 241 нову смерть за добу, загальна кількість зросла до 1177621 та 21499 відповідно; загалом одужали 914730 хворих.[137]
- У Сполучених Штатах Америки виповнився рік після першого випадку захворювання на COVID-19.[138]
- У Франції кількість випадків COVID-19 перевищила 3 мільйони.[139]

### 22 січня
- Малайзія повідомила про 3631 новий випадок хвороби, загальна кількість випадків зросла до 176180. 2554 хворі одужали, внаслідок чого загальна кількість одужань досягла 132706. Повідомлено про 18 смертей, кількість померлих зросла до 660. Налічувалось 42814 активних випадків хвороби, з них 251 у відділенні інтенсивної терапії та 102 на апараті штучної вентиляції легень.[140]
- Нова Зеландія повідомила про 9 нових випадків хвороби, загальна кількість зросла до 2276 (1920 підтверджених і 356 ймовірних). 12 хворих одужали, загальна кількість одужань досягла 2178. Кількість померлих залишилася на рівні 25. Налічувалось 73 активні випадки хвороби, усі в керованій ізоляції.[141]
- У Сінгапурі повідомили про 15 нових випадків хвороби, у тому числі один з місцевою передачею вірусу та 14 завезених, загальна кількість випадків зросла до 59250.[142] 24 хворі одужали, внаслідок чого загальна кількість одужань зросла до 58983. Кількість померлих залишилася на рівні 29.[143]
- Україна повідомила про 5348 нових випадків хвороби за добу та 163 нові смерті за добу, загальна кількість зросла до 1182969 і 21662 відповідно; загалом одужали 928969 хворих.[144]

### 23 січня
- У Колумбії кількість випадків COVID-19 перевищила 2 мільйони.[145]
- Малайзія повідомила про 4275 нових випадків хвороби, загальна кількість випадків зросла до 180455. Зареєстровано 4313 одужань, загальна кількість одужань зросла до 137019. Зареєстровано 7 смертей, кількість померлих зросла до 667. Налічувалось 42769 активних випадків хвороби, з яких 260 знаходилися в реанімації та 103 на апараті штучної вентиляції легень.[146]
- Сінгапур повідомив про 10 нових завезених випадків хвороби, загальна кількість випадків зросла до 59260. 32 хворі одужали, загальна кількість одужань зросла до 59015. Кількість померлих залишилася на рівні 29.[147]
- Україна повідомила про 4928 нових випадків хвороби за добу та 116 нових смертей за добу, загальна кількість зросла до 1187897 та 21778 відповідно; загалом одужали 942107 хворих.[148]

### 24 січня
- У Малайзії повідомили про 3346 нових випадків хвороби, загальна кількість випадків досягла 183801. Зареєстровано 4427 одужань, загальна кількість одужань зросла до 141446. Повідомлено про 11 нових смертей, внаслідок чого кількість померлих зросла до 678. Налічувалось 41677 активних випадків хвороби, з них 265 у відділенні інтенсивної терапії та 102 на апараті штучної вентиляції легень.[149]
- Нова Зеландія повідомила про 8 випадків хвороби на кордоні, загальна кількість випадків зросла до 2284 (1928 підтверджених і 356 ймовірних). Повідомлено про одне одужання, загальна кількість одужань зросла до 2179. Кількість померлих залишилася на рівні 25. У керованій ізоляції перебували 79 активних випадків хвороби.[150] Того самого дня було повідомлено про нову ймовірну місцеву передачу вірусу в Нортленді, яка раніше проходила через карантинний заклад Окленда.[151] Пізніше того вечора було підтверджено ймовірну місцеву передачу вірусу вперше в країні за 2 місяці.[152]
- Сінгапур повідомив про 48 нових завезених випадків хвороби, загальна кількість випадків зросла до 59308. 26 хворих одужали, внаслідок чого загальна кількість одужань зросла до 59041. Кількість померлих залишилася на рівні 29.[153]
- Україна повідомила про 3915 нових випадків хвороби за добу та 83 нові смерті за добу, загальна кількість зросла до 1191812 і 21861 відповідно; загалом одужали 947514 хворих.[154]
- У Сполучених Штатах Америки кількість випадків хвороби перевищила 25 мільйонів.[155]

### 25 січня
- У Малайзії повідомили про 3048 нових випадків хвороби, загальна кількість випадків зросла до 186849. 3638 хворі одужали, внаслідок чого загальна кількість одужань досягла 145084. Зареєстровано 11 смертей, кількість померлих зросла до 689. Налічувалось 4176 активних випадків хвороби, з них 261 у відділенні інтенсивної терапії та 101 на апараті штучної вентиляції легень.[156]
- Нова Зеландія повідомила про 6 нових випадків хвороби, загальна кількість випадків зросла до 2228 (1932 підтверджених і 356 ймовірних). Зареєстровано 20 одужань, загальна кількість одужань зросла до 2199. Кількість померлих залишилася на рівні 25. Налічувались 64 активні випадки хвороби.[157]
- Сінгапур повідомив про 44 нових завезених випадки хвороби, загальна кількість випадків зросла до 59352.[158] 25 хворих одужали, загальна кількість одужань зросла до 59066. Кількість померлих залишилася на рівні 29.[159]
- Україна повідомила про 2516 нових випадків хвороби за добу та 63 нові смерті за добу, загальна кількість зросла до 1194328 і 21924 відповідно; загалом одужали 953297 хворих.[160]

### 26 січня
- В Індонезії загальна кількість випадків хвороби перевищила 1 мільйон.[161]
- Малайзія повідомила про 3585 випадків хвороби, загальна кількість випадків зросла до 190434. Зареєстровано 4076 одужань, загальна кількість одужань зросла до 149160. Повідомлено про 11 смертей, кількість померлих зросла до 700. Налічувалось 40574 активних випадків хвороби, з яких 280 перебували у відділенні інтенсивної терапії та 111 на апараті штучної вентиляції легень.[162]
- Мексика повідомила про 1743 нові смерті за добу, що стало третім показником за кількістю випадків смерті від COVID-19, внаслідок чого загальна кількість смертей досягла 152016.
- Сінгапур повідомив про 14 нових завезених випадків хвороби, загальна кількість випадків зросла до 59366.[163] Крім того, країна підтвердила ще 3 випадки нового британського варіанту коронавірусу. 20 хворих одужали, внаслідок чого загальна кількість одужань зросла до 59086. Кількість померлих залишилася на рівні 29.[164]
- Україна повідомила про 2779 нових випадків хвороби за добу та 133 нові смерті за добу, загальна кількість зросла до 1197107 і 22057 відповідно; загалом одужали 965835 хворих.[165]
- Згідно з даними Університету Джонса Гопкінса, загальна кількість випадків хвороби, зареєстрованих у всьому світі, досягла 100 мільйонів.[166]

### 27 січня
Щотижневий звіт Всесвітньої організації охорони здоров'я:
- Малайзія повідомила про 3680 нових випадків хвороби, загальна кількість випадків зросла до 194114. Зареєстровано 1858 одужань, внаслідок чого загальна кількість одужань досягла 151018. Повідомлено про 7 нових смертей, кількість померлих зросла до 707. Налічувалось 42389 активних випадків хвороби, з яких 314 знаходилися в реанімації та 122 на апараті штучної вентиляції легень.[168]
- Нова Зеландія повідомила про 5 нових випадків хвороби (один з них історичний), загальна кількість випадків зросла до 2295 (1939 підтверджених і 356 ймовірних). Зареєстровано одне одужання, загальна кількість одужань зросла до 2201. Кількість померлих залишилася на рівні 25. Налічувалось 68 активних випадків хвороби.[169]
- Сінгапур повідомив про 25 нових завезених випадків хвороби, загальна кількість випадків зросла до 59391. Одужали 18 хворих, загальна кількість одужань склала 59104. Кількість померлих залишилася на рівні 29.[170]
- Україна повідомила про 3776 нових випадків хвороби за добу та 145 нових смертей за добу, загальна кількість зросла до 1200883 та 22202 відповідно; загалом одужали 980085 хворих.[171]
- Велика Британія повідомила про 1725 нових смертей за добу, що стало другим показником за кількістю випадків смерті від COVID-19 за добу, внаслідок чого кількість смертей досягла 101887.

### 28 січня
- У Бразилії кількість випадків COVID-19 перевищила 9 мільйонів..[172]
- Малайзія повідомила про 4094 нові випадки хвороби, загальна кількість випадків зросла до 198208. Зареєстровано 4094 одужання, загальна кількість одужань зросла до 154299. Зареєстровано 10 смертей, кількість померлих зросла до 717. Налічувалось 43192 активні випадки хвороби, із них 303 у відділенні інтенсивної терапії і 118 на апараті штучної вентиляції легень.[173]
- Нова Зеландія повідомила про 5 нових випадків хвороби, загальна кількість випадків зросла до 2299 (1943 підтверджених і 356 ймовірних). 4 хворі одужали, загальна кількість одужань досягла 2205. Кількість померлих залишилася на рівні 25. Налічувалось 69 активних випадків хвороби (67 у керованій ізоляції та 2 випадки місцевої передачі вірусу).[174]
- Сінгапур повідомив про 34 нові завезені випадки хвороби, загальна кількість випадків зросла до 59425.[175] 44 хворі одужали, внаслідок чого загальна кількість одужань зросла до 59148. Кількість померлих залишилася на рівні 29.[176]
- Україна повідомила про 5529 нових випадків хвороби за добу та 149 нових смертей за добу, загальна кількість зросла до 1206412 і 22351 відповідно; загалом одужав 992031 хворий.[177]

### 29 січня
- Малайзія повідомила про 5725 нових випадків хвороби, загальна кількість випадків зросла до 203933. Зареєстровано 3423 одужання, загальна кількість одужань зросла до 157722. Зареєстровано 16 смертей, кількість померлих зросла до 733. Налічувалось 45478 активних випадків хвороби, з них 301 у відділенні інтенсивної терапії та 115 на апараті штучної вентиляції легень.[178]
- Нова Зеландія повідомила про 6 нових випадків хвороби в керованій ізоляції, загальна кількість випадків зросла до 2305 (1949 підтверджених і 356 ймовірних). Зареєстровано 3 нових одужання, загальна кількість одужань зросла до 2208. Кількість померлих залишилася на рівні 25. Налічувались 72 активних випадки хвороби (70 у керованій ізоляції та 2 випадки місцевої передачі вірусу).[179]
- Сінгапур повідомив про 24 нові завезені випадки хвороби, загальна кількість випадків зросла до 59449.[180] 33 хворі одужали, внаслідок чого загальна кількість одужань склала 59181. Кількість померлих залишилася на рівні 29.[181]
- Україна повідомила про 2516 нових випадків хвороби за добу та 63 нові смерті за добу, загальна кількість випадків зросла до 1194328 і 21924 відповідно; загалом одужали 953297 хворих.[182]

### 30 січня
- В Індонезії загальна кількість випадків хвороби перевищила 1 мільйон.[183]
- Малайзія повідомила про 3585 випадків хвороби, загальна кількість випадків зросла до 190434. Зареєстровано 4076 одужань, загальна кількість одужань зросла до 149160. Зареєстровано 11 смертей, кількість померлих зросла до 700. Налічувалось 40574 активних випадків хвороби, з яких 280 перебували у відділенні інтенсивної терапії та 111 на апараті штучної вентиляції легень.[162]
- Нова Зеландія повідомила про 1 новий випадок у керованій ізоляції, загальна кількість випадків зросла до 2303 (1947 підтверджених і 356 ймовірних). 2207 хворих одужали, а кількість смертей залишилася на рівні 25. Налічувався 71 активний випадок хвороби (69 у керованій ізоляції та 2 випадки місцевої передачі вірусу).[184] Один випадок, про який повідомлялося раніше, віднесено до одужань, тоді як 3 випадки, про які повідомлялося раніше, перекваліфіковано як досліджувані.[185]
- У Сінгапурі повідомили про 58 нових випадків хвороби, у тому числі 3 з місцевою передачею вірусу та 55 завезених, загальна кількість випадків до 59507.[186] 15 хворих одужали, внаслідок чого загальна кількість одужань зросла до 59196. Кількість померлих залишилася на рівні 29.[187]
- Тайвань повідомив про першу смерть після місцевої передачі вірусу за 8 місяців, кількість померлих зросла до 8.[188]
- Україна повідомила про 4685 нових випадків хвороби за добу та 149 нових смертей за добу, загальна кількість зросла до 1216278 і 22628 відповідно; загалом одужали 1014658 хворих.[189]>
- У Сполучених Штатах Америки кількість випадків COVID-19 перевищили 26 мільйонів.[190]
- Цього дня виповнився рік відтоді, як було оголошено надзвичайну ситуацію в галузі міжнародної охорони здоров'я.[191]

### 31 січня
- Малайзія повідомила про 5298 випадків хвороби, загальна кількість випадків зросла до 214959. Зареєстровано 4522 видужання, загальна кількість одужань зросла до 166049. Зареєстровано 14 смертей, кількість померлих зросла до 760. Налічувалось 48150 активних випадків хвороби, 313 у відділенні інтенсивної терапії та 127 на апараті штучної вентиляції легень.[192]
- Нова Зеландія повідомила про 1 новий випадок хвороби, загальна кількість випадків зросла до 2304 (1948 підтверджених і 356 ймовірних). Один хворий одужав, загальна кількість одужань досягла 2208. Кількість померлих залишилася на рівні 25. Налічувався 71 активний випадок хвороби, з них 69 у реанімації і 2 на штучній вентиляції легень.[193]
- Сінгапур повідомив про 29 нових завезених випадків хвороби, загальна кількість випадків зросла до 59536.[194] 32 хворі одужали, внаслідок чого загальна кількість одужань досягла 59228. Кількість померлих залишилася на рівні 29.[195]
- Україна повідомила про 3177 нових випадків хвороби за добу та 79 нових смертей за добу, загальна кількість зросла до 1219455 та 22707 відповідно; загалом одужали 1018784 хворі.[196]

## Резюме
Країни та території, які підтвердили перші випадки захворювання протягом січня 2021 року:
| Дата         | Країна або територія         |
| ------------ | ---------------------------- |
| 8 січня 2021 | Федеративні Штати Мікронезії |

Станом на кінець січня лише такі країни та території не повідомляли про випадки зараження SARS-CoV-2:
Африка
- Острови Святої Єлени, Вознесіння і Тристан-да-Кунья

Азія
- Кокосові острови
- Острів Різдва
- Північна Корея
- Туркменістан

Європа
- Шпіцберген ( Норвегія)

Океанія
- Острови Кука
- Кірибаті
- Науру
- Ніуе
- Острів Норфолк
- Палау
- Піткерн
- Токелау
- Тонга
- Тувалу